# Giuseppe De Martino (attore)
Giuseppe De Martino (Napoli, 11 giugno 1854 – Napoli, 11 aprile 1918) è stato un attore italiano.

## Biografia
Giuseppe De Martino nacque da Vincenzo ed Elisabetta Rossoli, fu da giovanissimo un tappezziere di professione e filodrammatico a tempo perso, esordì nella parte di Pulcinella a Bari con la compagnia teatrale di G. Crispo nel 1871; recitò quindi al Teatro San Carlino dove imparò i "segreti" dei grande attore Antonio Petito, che rese famoso Pulcinella in tutta Italia.
Diventò attore professionista nel 1875, abbandonando le tappezzerie, seguendo gli insegnamenti di Petito, personalizzando la sua interpretazione e adattandola alla caratterizzazione del napoletano medio, tendente maggiormente al comico e alla goffaggine.
Per lo stile e una certa rassomiglianza fisica con il Petito venne scelto dal direttore del San Carlino, per sostituire il Pulcinella scomparso da appena quattro giorni, e quindi debuttò il 26 marzo 1876, recitando la commedia di Giacomo Marulli Pulcinella che fa tricchi-tracche e la farsa di C. Guarino Pulcinella 'mbrugliato 'nfra nu cappiello, nu pazzo, nu rilorgio e nu rilorgiaro, ottenendo successo e consensi.
De Martino divenne l'erede di Petito, ma nonostante questo, non riuscì ad evitare la crisi del Teatro San Carlino che chiuse i battenti nel 1880 riaprendo, poco dopo, con un nuovo personaggio di Eduardo Scarpetta e quindi De Martino abbandonò il San Carlino portando in giro nei teatri napoletani, in quelli romani e del Mezzogiorno Pulcinella, mantenendo in vita il personaggio.
Ebbe modo di ammirarlo nel 1900 il Lyonnet che dedicò al De Martino una parte del suo studio sulla maschera del Pulcinella, in cui lo descrisse così: «fanatico della sua arte, custode fedele della tradizione di A. Petito del quale parla con grande rispetto, servo balordo, pasticcione, ingenuo, stupido, insomma il tipo del vero Pulcinella».

## Interpretazioni
- Pulcinella che fa tricchi-tracche di Giacomo Marulli (1876);
- Pulcinella 'mbrugliato 'nfra nu cappiello, nu pazzo, nu rilorgio e nu rilorgiaro di C. Guarino (1876);
- Numarito spagnuolo e Na meza duzzina 'e scartellate 'ncopp' Arenella di Eugenio Aiello (dal 1908);
- Roberto il diavolo;
- No primmo e no seconno piano 'ncopp' a Salute con Pulcinella servo corazzone;
- Pulcinella, don Miserino e don Felice ladri di un tesoro.